# Stanley Donen
Stanley Donen (født 13. april 1924 i Columbia, South Carolina, død 23. februar 2019) var en amerikansk filminstruktør.
Han var oprindelig danser og koreograf og en af den amerikanske filmmusicals centrale navne. Han debuterede som instruktør med musicalen On the Town (Sømænd på vulkaner, 1949) i samarbejde med Gene Kelly. Han fulgte op med Royal Wedding (Bryllupsklokker, 1951), og lavede derefter den store succes Singin' in the Rain (Syng i sol og regn, 1952), igen i nært samarbejde med Kelly. Efter en ny musicaltriumf, Seven Brides for Seven Brothers (Syv brude til syv brødre, 1954), husket for sine livlige dansescener, koncentrerede han sig om "sophisticated comedies": The Pajama Game (Py, pep og piger, 1957), Indiscreet (Indiskret, 1958) og Two for the Road (To på vejen, 1967). Han lavede også kriminalkomedier som Charade (1963) og Arabesque (1966). Hans senere karriere har været mislykket, skønt Movie Movie (1978) fik en god modtagelse.